# Meliolina pulcherrima
Meliolina pulcherrima är en svampart som först beskrevs av Syd. & P. Syd., och fick sitt nu gällande namn av Syd. & P. Syd. 1914. Meliolina pulcherrima ingår i släktet Meliolina och familjen Meliolinaceae.   Inga underarter finns listade i Catalogue of Life.